# Веселе (Чернігівський район)
Весе́ле — село в Україні, у Куликівській селищній громаді Чернігівського району Чернігівської області. Населення становить 70 осіб (2011). До 2017 року орган місцевого самоврядування — Вересоцька сільська рада.

## Назва
На офіційному сайті Верховної Ради України та сайті Куликівської громади населений пункт зазначено як село Веселе, проте місцяни називають населений пункт хутором Веселим.

## Історія
7 лютого 2017 року, в ході децентралізації, Вересоцька сільська рада об'єднана з Куликівською селищною громадою. 
12 червня 2020 року, відповідно до розпорядження Кабінету Міністрів України № 730-р «Про визначення адміністративних центрів та затвердження територій територіальних громад Чернігівської області», село увійшло до складу Куликівської селищної громади. 
19 липня 2020 року, в результаті адміністративно-територіальної реформи та ліквідації Куликівського району, село увійшло до складу Чернігівського району.

## Населення

### Мова
Розподіл населення за рідною мовою за даними перепису 2001 року:
| Мова       | Кількість | Відсоток |
| ---------- | --------- | -------- |
| українська | 98        | 93.33%   |
| російська  | 7         | 6.67%    |
| Усього     | 105       | 100%     |

## Транспорт
Селом пролягає автошлях регіонального значення Р67 (Чернігів — Ніжин — Пирятин) і є, фактично, єдиною вулицею. На захід від села проходить залізниця. Найближчий пасажирський зупинний пункт Дрімайлівка, де зупиняються приміські поїзди, розташований за 2 км на південь від села. Також за 2 км на північ від села розташована станція Вересоч.